# Храпачів Яр (пам'ятка природи)
Храпачів Яр — ботанічна пам'ятка природи місцевого значення.
Розташована в межах Зіньківського району Полтавської області, біля села Храпачів Яр, що на північний схід від міста Зінькова.
Площа природоохоронної території 22,7 га.
Охороняється цінна лучно-степова ділянка з багатим степовим різнотрав'ям і численними популяціями ломиносу цілолистого. Зафіксована популяція регіонально рідкісного виду — льону австрійського.